# Lijst van rijksmonumenten in Dreischor
De plaats Dreischor telt 33 inschrijvingen in het rijksmonumentenregister. Hieronder een overzicht.
| Object                                                                                           | Oorspronkelijke functie?  | Bouwjaar                                 | Architect | Locatie                      | Coördinaten?                  | Nr.?   | Afbeelding        |
| ------------------------------------------------------------------------------------------------ | ------------------------- | ---------------------------------------- | --------- | ---------------------------- | ----------------------------- | ------ | ----------------- |
| Woongedeelte herenhoeve                                                                          | Woonhuis                  | 18e eeuw                                 |           | Molenweg 3                   | 51° 41' 23" NB, 3° 59' 11" OL | 11160  | Meer afbeeldingen |
| De Koekoek of Aeolus                                                                             | Industrie- en poldermolen | 1739                                     |           | Molenweg 19                  | 51° 41' 15" NB, 3° 59' 14" OL | 11161  | Meer afbeeldingen |
| Sint-Adriaanskerk                                                                                | Kerk en kerkonderdeel     | 14e-15e eeuw                             |           | Ring 1                       | 51° 41' 21" NB, 3° 59' 0" OL  | 11162  | Meer afbeeldingen |
| Toren Sint-Adriaanskerk                                                                          | Kerk en kerkonderdeel     | 15e eeuw                                 |           | Ring 1                       | 51° 41' 22" NB, 3° 58' 59" OL | 11163  | Meer afbeeldingen |
| Raadhuis                                                                                         | Bestuursgebouw en onderdl | 1637                                     |           | Ring 2                       | 51° 41' 20" NB, 3° 58' 60" OL | 11164  | Meer afbeeldingen |
| De Kazerne                                                                                       | Woonhuis                  | 18e eeuw                                 |           | Ring 3                       | 51° 41' 20" NB, 3° 58' 59" OL | 11165  | Meer afbeeldingen |
| De Drie Schapen                                                                                  | Woonhuis                  | eerste kwart 20e eeuw en ouderf          |           | Ring 4                       | 51° 41' 20" NB, 3° 58' 58" OL | 11166  | Meer afbeeldingen |
| Huis met dubbele tuitgevel, gedeeltelijk vernieuwd                                               | Woonhuis                  | 17e eeuw (oorsprong)                     |           | Ring 5                       | 51° 41' 20" NB, 3° 58' 58" OL | 11167  | Meer afbeeldingen |
| Huis met door een lijst halverwege ingekorte gepleisterde halsgevel                              | Woonhuis                  | 18e of 19e eeuw                          |           | Ring 6                       | 51° 41' 20" NB, 3° 58' 57" OL | 11168  | Meer afbeeldingen |
| Huis met tuitgevel                                                                               | Woonhuis                  | 18e eeuw                                 |           | Ring 8                       | 51° 41' 21" NB, 3° 58' 57" OL | 11169  | Meer afbeeldingen |
| Huis met lijstgevel onder een kap met het buurhuis nr 10                                         | Woonhuis                  | 1756                                     |           | Ring 9                       | 51° 41' 21" NB, 3° 58' 57" OL | 11170  | Meer afbeeldingen |
| Travalje                                                                                         | Nijverheid                |                                          |           | Ring tegenover 9 ongenummerd | 51° 41' 21" NB, 3° 58' 58" OL | 11171  | Meer afbeeldingen |
| Huis met lijstgevel onder een kap met het buurhuis nr 9                                          | Woonhuis                  | 1756                                     |           | Ring 10                      | 51° 41' 22" NB, 3° 58' 57" OL | 11172  | Meer afbeeldingen |
| Dubbeldakig pand met brede door middel van een lijst afgeknotte geverfde lijstgevel              | Woonhuis                  | ca. 1800                                 |           | Ring 12                      | 51° 41' 22" NB, 3° 58' 57" OL | 11173  | Meer afbeeldingen |
| Pand met gepleisterde ingezwenkte halsgevel                                                      | Woonhuis                  | ca. 1800                                 |           | Ring 14                      | 51° 41' 23" NB, 3° 58' 58" OL | 11174  | Meer afbeeldingen |
| Huis met                                                                                         | Woonhuis                  | 18e eeuw                                 |           | Ring 15                      | 51° 41' 23" NB, 3° 58' 59" OL | 11175  | Meer afbeeldingen |
| Pastorie                                                                                         | Woonhuis                  | 18e eeuw                                 |           | Ring 16                      | 51° 41' 23" NB, 3° 58' 59" OL | 11176  | Meer afbeeldingen |
| Sober pandje met topgevel                                                                        | Woonhuis                  | eerste kwart 19e eeuw                    |           | Ring 17                      | 51° 41' 23" NB, 3° 58' 60" OL | 11177  | Meer afbeeldingen |
| Huis met lijstgevel, schilddak                                                                   | Woonhuis                  | 1796 (jaartalanker)                      |           | Ring 22                      | 51° 41' 23" NB, 3° 59' 2" OL  | 11178  | Meer afbeeldingen |
| Huis met door lijst halverwege afgeknotte topgevel                                               | Woonhuis                  | derde kwart 18e of eerste kwart 19e eeuw |           | Ring 34                      | 51° 41' 20" NB, 3° 59' 2" OL  | 11179  | Meer afbeeldingen |
| Huis met geverfde topgevel                                                                       | Woonhuis                  | 1764 (jaartalankers)                     |           | Ring 40                      | 51° 41' 20" NB, 3° 58' 60" OL | 11180  | Meer afbeeldingen |
| Van vier aaneengesloten tuitgevels                                                               | Woonhuis                  | 1763 (ankers)                            |           | Slotstraat 9                 | 51° 41' 17" NB, 3° 58' 54" OL | 11181  | Meer afbeeldingen |
| Van vier aaneengesloten tuitgevels                                                               | Woonhuis                  | 1763 (ankers)                            |           | Slotstraat 11                | 51° 41' 17" NB, 3° 58' 54" OL | 11182  | Meer afbeeldingen |
| Vier aaneengesloten tuitgevels                                                                   | Woonhuis                  | 1763                                     |           | Slotstraat 13                | 51° 41' 17" NB, 3° 58' 54" OL | 11183  | Meer afbeeldingen |
| Huis met trapgevel                                                                               | Woonhuis                  | tweede helft 17e eeuw                    |           | Slotstraat 25                | 51° 41' 20" NB, 3° 58' 52" OL | 11184  | Meer afbeeldingen |
| Hooge Hoeve                                                                                      | Boerderij                 | 1764 (ankers)                            |           | Zuidstraat 5                 | 51° 41' 17" NB, 3° 58' 60" OL | 11185  | Meer afbeeldingen |
| Van vier aaneengesloten tuitgevels                                                               | Onderdeel woningen e.d.   | 1763                                     |           | Slotstraat 15                | 51° 41' 17" NB, 3° 58' 53" OL | 16396  | Meer afbeeldingen |
| Vrijstaande woning met langsgevel, met begane grond en kapverdieping onder een gebroken zadeldak | Woonhuis                  | ca. 1914                                 |           | Zuid Langeweg 1              | 51° 41' 2" NB, 3° 58' 9" OL   | 496724 | Meer afbeeldingen |
| Grote schuur                                                                                     | Boerderij                 | 1914                                     |           | Zuid Langeweg 1              | 51° 41' 2" NB, 3° 58' 9" OL   | 496732 | Grote schuur      |
| Kleine schuur,in het verlengde van de woning en los daarvan geplaatst                            | Boerderij                 |                                          |           | Zuid Langeweg 1              | 51° 41' 2" NB, 3° 58' 9" OL   | 496740 | Upload foto       |
| Vrijstaande wagenschuur                                                                          | Boerderij                 | 1914                                     |           | Zuid Langeweg 1              | 51° 41' 2" NB, 3° 58' 9" OL   | 496748 | Upload foto       |
| Transformatorhuis                                                                                | Nutsbedrijf               | 1928                                     |           | Daniel Ockersestraat 6       | 51° 41' 18" NB, 3° 59' 1" OL  | 496782 | Transformatorhuis |
| Goemanszorg                                                                                      | Boerderij                 | 1815                                     |           | Molenweg 3                   | 51° 41' 23" NB, 3° 59' 10" OL | 496796 | Meer afbeeldingen |